# Knínice (okres Blansko)
Knínice (dříve Knihnice, v místním nářečí Kenice) jsou městys v okrese Blansko v Jihomoravském kraji, na Malé Hané v Boskovické brázdě. Přímo sousedí s obcemi Vážany a Šebetov. Knínicemi protéká potok Semíč, který se v obci Svitávka vlévá do řeky Svitavy. Žije zde 965 obyvatel.

## Historie
Ve středověkých falzech se Knínice uvádějí již k letům 1197 a 1200. Podle jiného falza daroval markrabě Břetislav na počátku 13. století dvůr a trhovou ves Knínice s okolními vesnicemi klášteru Hradisku u Olomouce, jemuž tento majetek skutečně roku 1250 potvrdil Václav I. Již v roce 1279, kdy se obnovovaly hranice mezi knínickým a konickým zbožím, byly Knínice městečkem. Jeho význam se odrazil i na zřízení proboštství, k němuž došlo snad již ve 13. století.
Knínický kostel zbudovaný na místě staroslovanského hradiště byl po celý středověk jediným farním kostelem na celém panství hradišťských premonstrátů. V roce 1284 získaly Knínice i právo opevnění, zda k němu ale skutečně došlo, není známo. Patrně ano, ale jen lehčím opevněním charakteru palisád. V rukou církevní vrchnosti zůstaly až do sklonku 18. století, v letech 1784-1848 náležely k šebetovskému panství hrabat Strachwitzů. Aglomerací Knínic jsou Vážany, připomínané ve falzu koncem 12. století, s raně barokním filiálním kostelem Zvěstování Panny Marie z roku 1685, později upravovaným.
Od 22. června 2007 byl obci vrácen status městyse. K 5. květnu 2015 došlo k přejmenování městyse z Knínice u Boskovic na Knínice, obdobná změna názvu jediné části obce proběhla 1. září 2015.

## Současnost
V obci jsou dobré stravovací možnosti, sportovní areál s travnatým hřištěm pro kopanou a tenisové kurty s umělým povrchem. Obec má dobrou polohu jako východisko pro cykloturistické výlety na Drahanskou vrchovinu i do rovinatých terénů Malé Hané. Nachází se zde železniční zastávka (vedlejší trať ze Skalice nad Svitavou přes Jevíčko do České Třebové) i autobusová zastávka.

## Samospráva
Ve volebním období 2010 až 2014 byl starostou Ing. Zdeněk Kříž. Opětovně zvolen do této funkce byl rovněž na ustavujícím zasedání zastupitelstva 27. října 2014.

## Pamětihodnosti
- Kostel svatého Marka
- Kaple svatého Floriána
- Márnice
- Boží muka
- Socha svatého Josefa

## Významní rodáci
- Bruno Zwicker (1907–1944), sociolog a filozof, zemřel v Osvětimi
- Libuše Valentová (* 1945), česká vysokoškolská učitelka a rumunistka
- Josef Sekanina (1901-1986) - český mineralog, profesor Masarykovy univerzity

## Fotogalerie

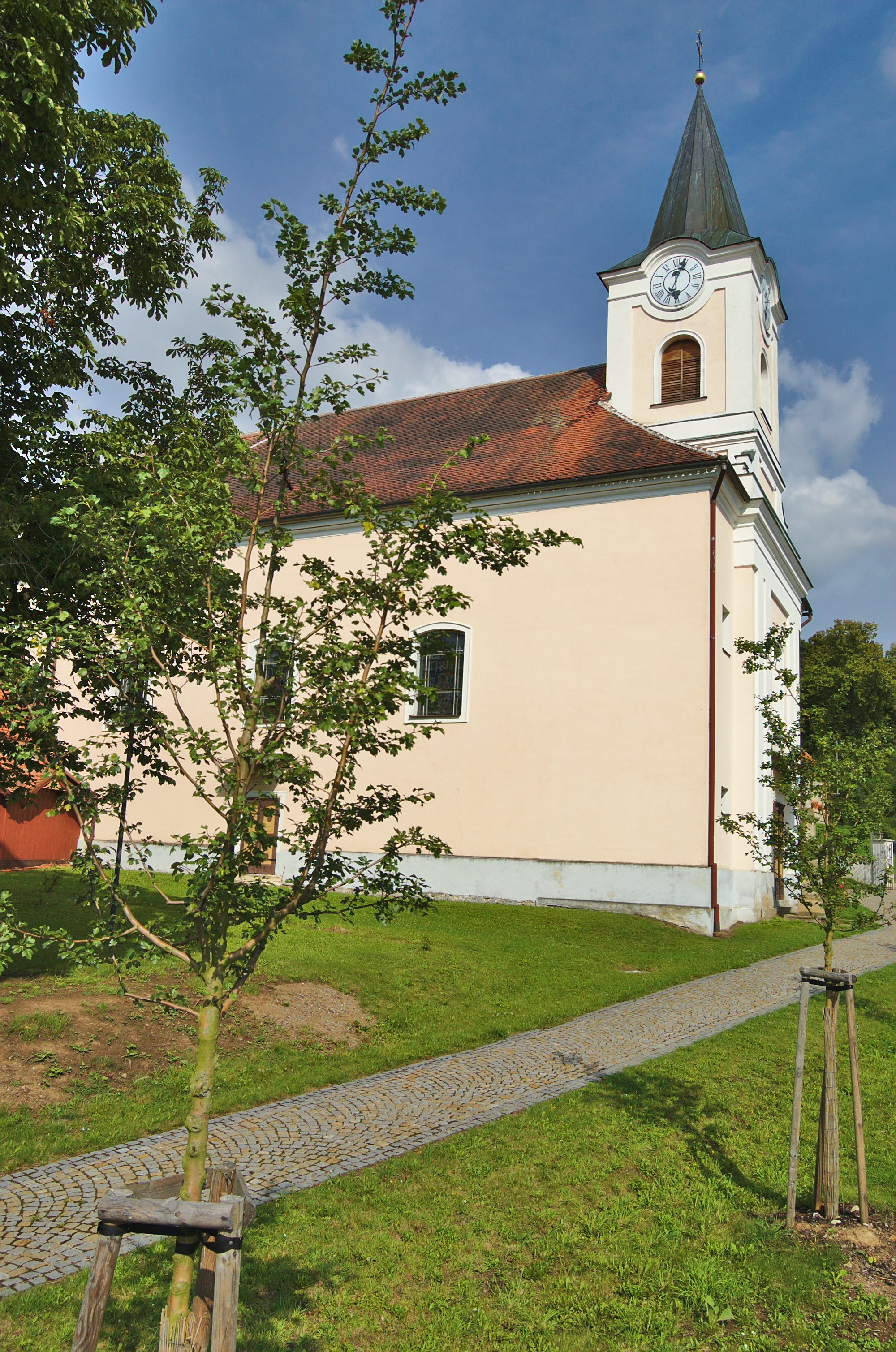
Kostel svatého Marka
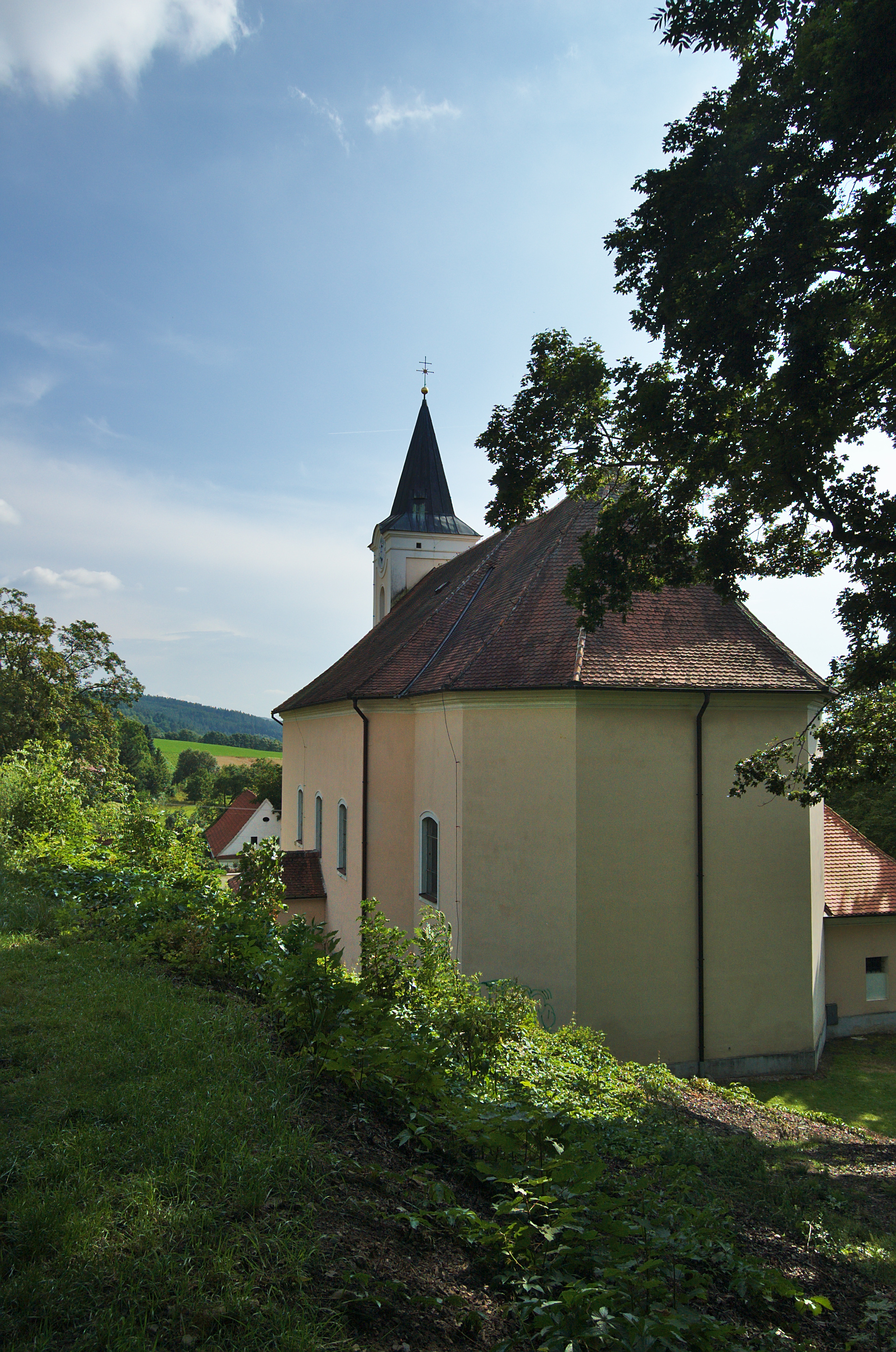
Kostel svatého Marka - pohled zezadu
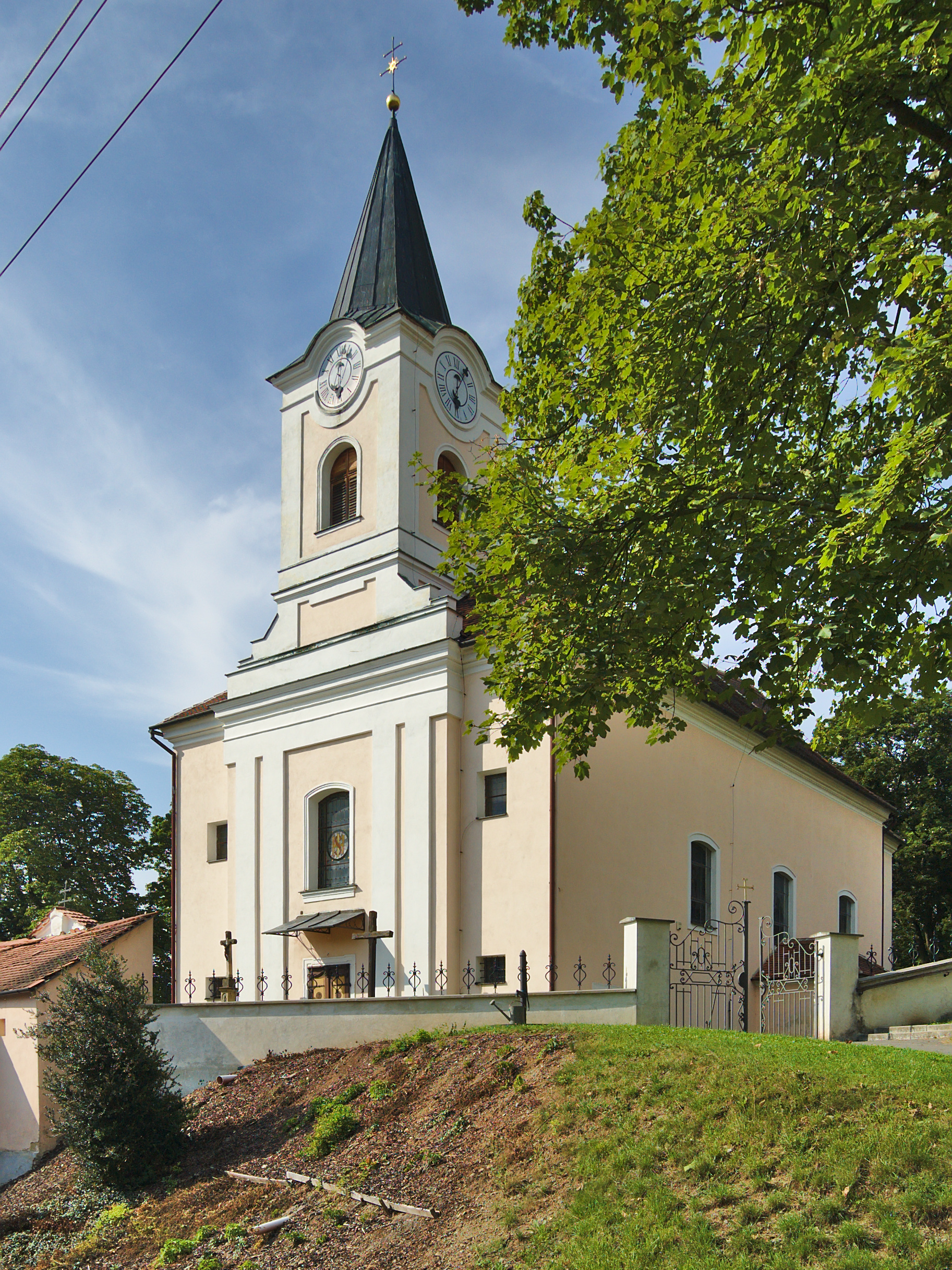
Kostel svatého Marka
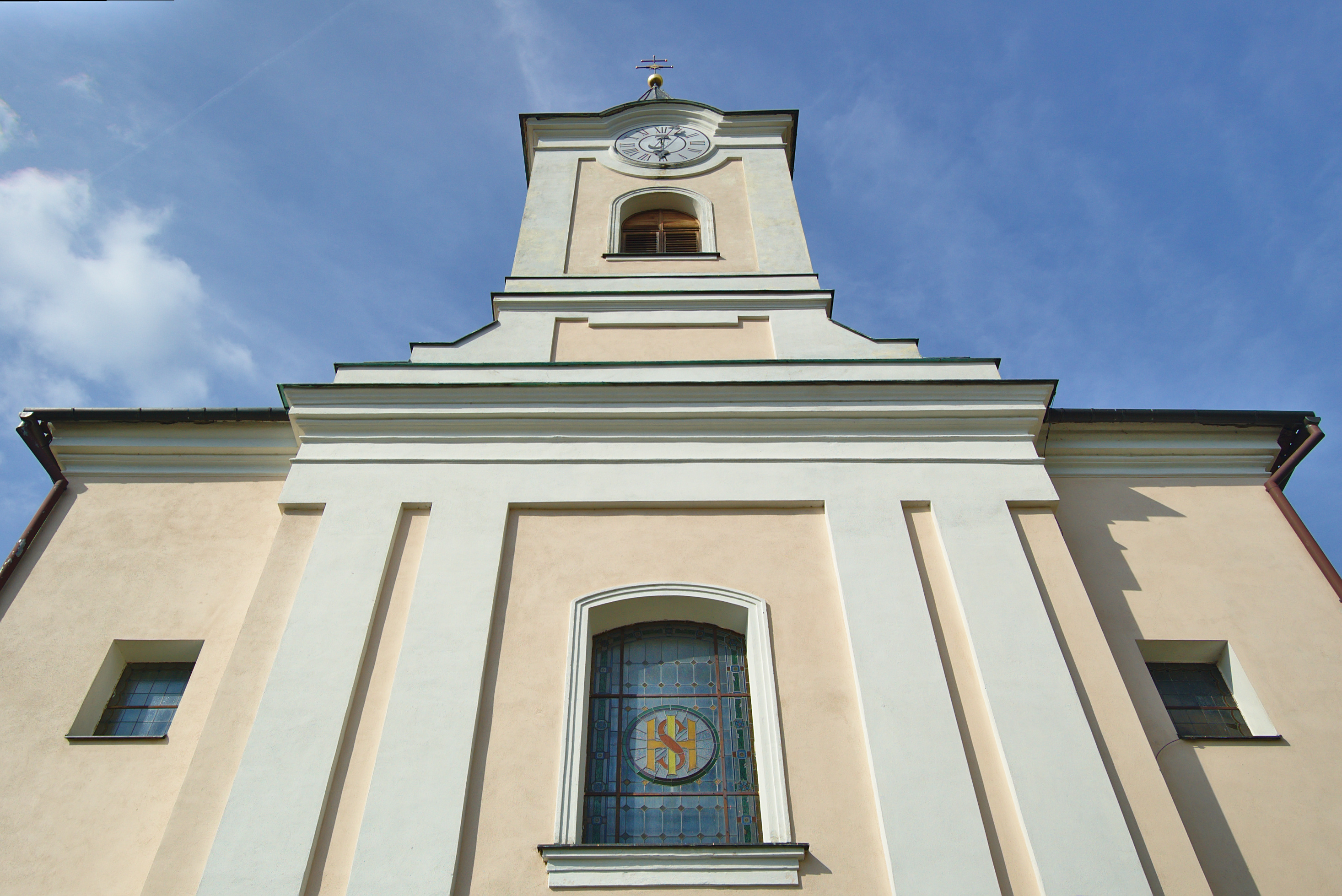
Kostelní věž
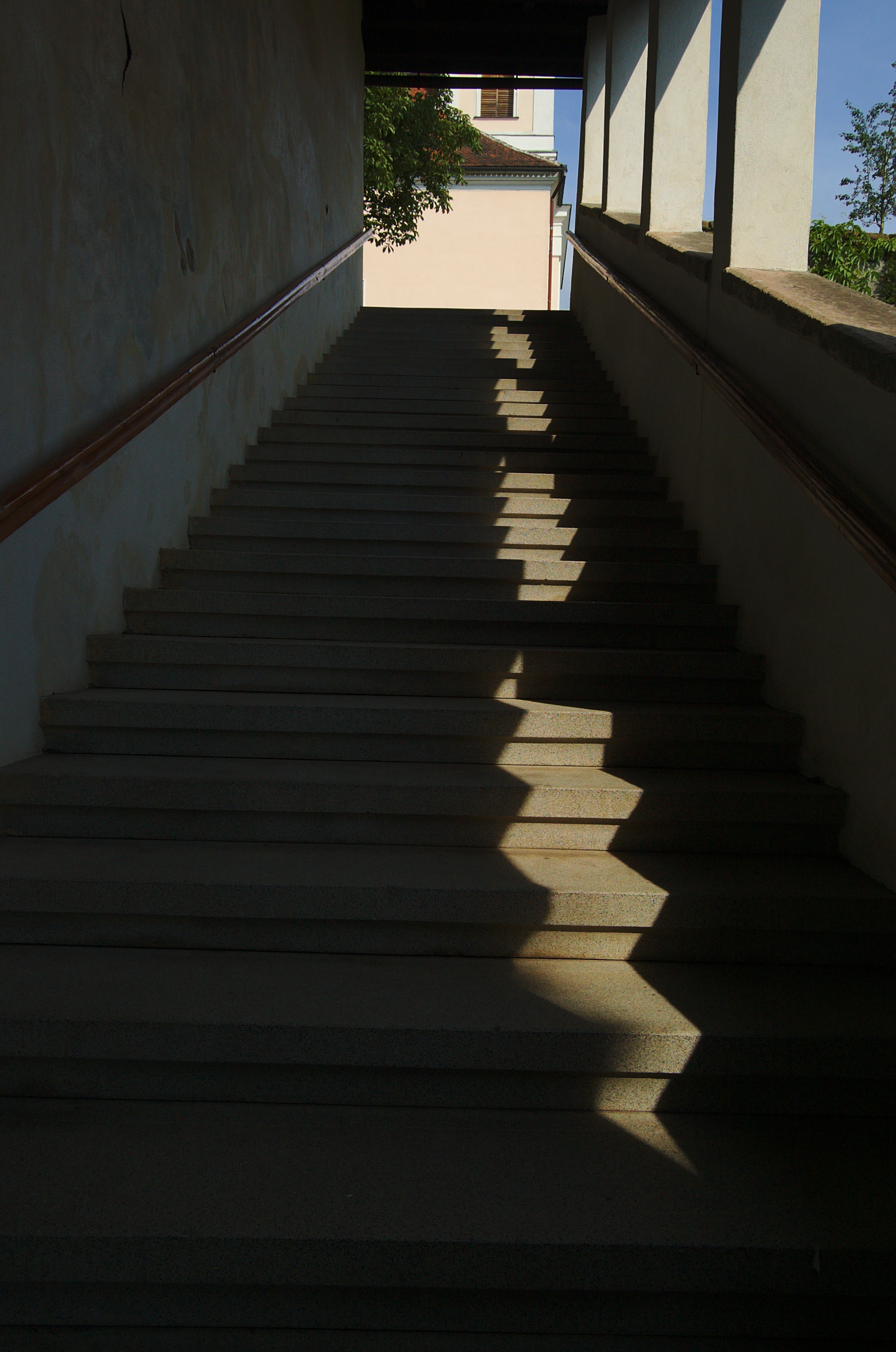
Zastřešené schodiště ke kostelu svatého Marka
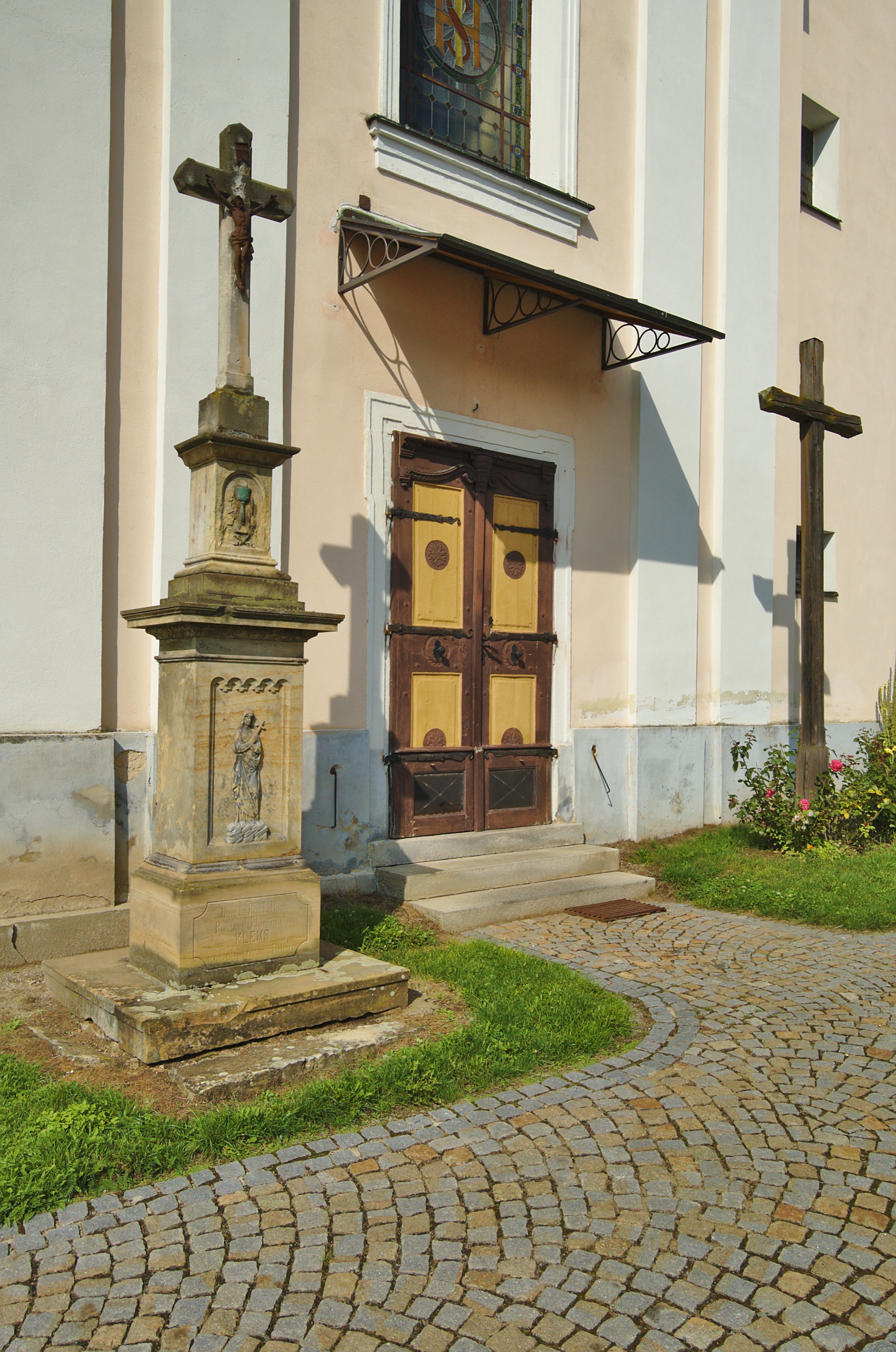
Kříže před kostelem
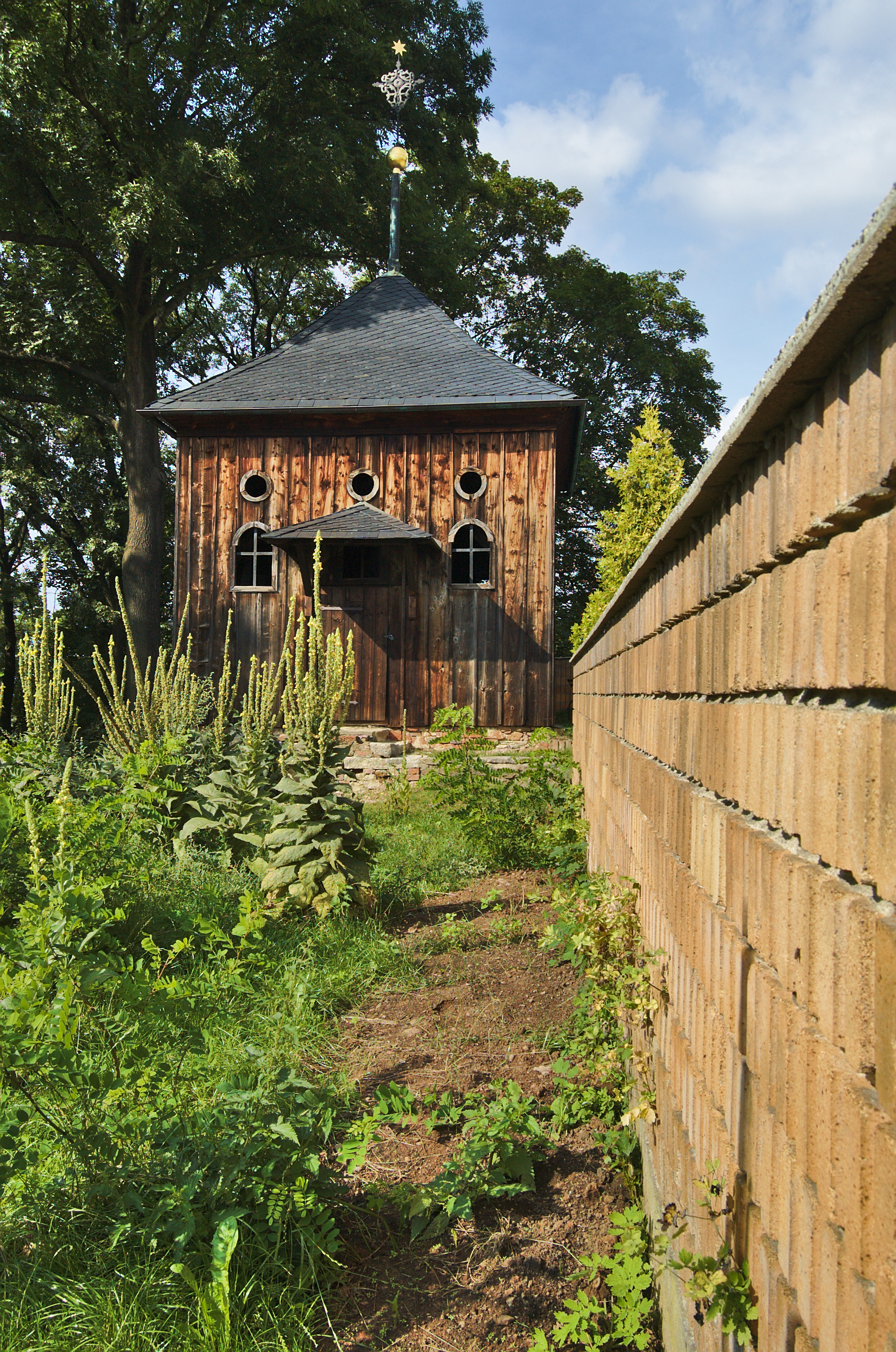
Zvonice u nového hřbitova nad kostelem
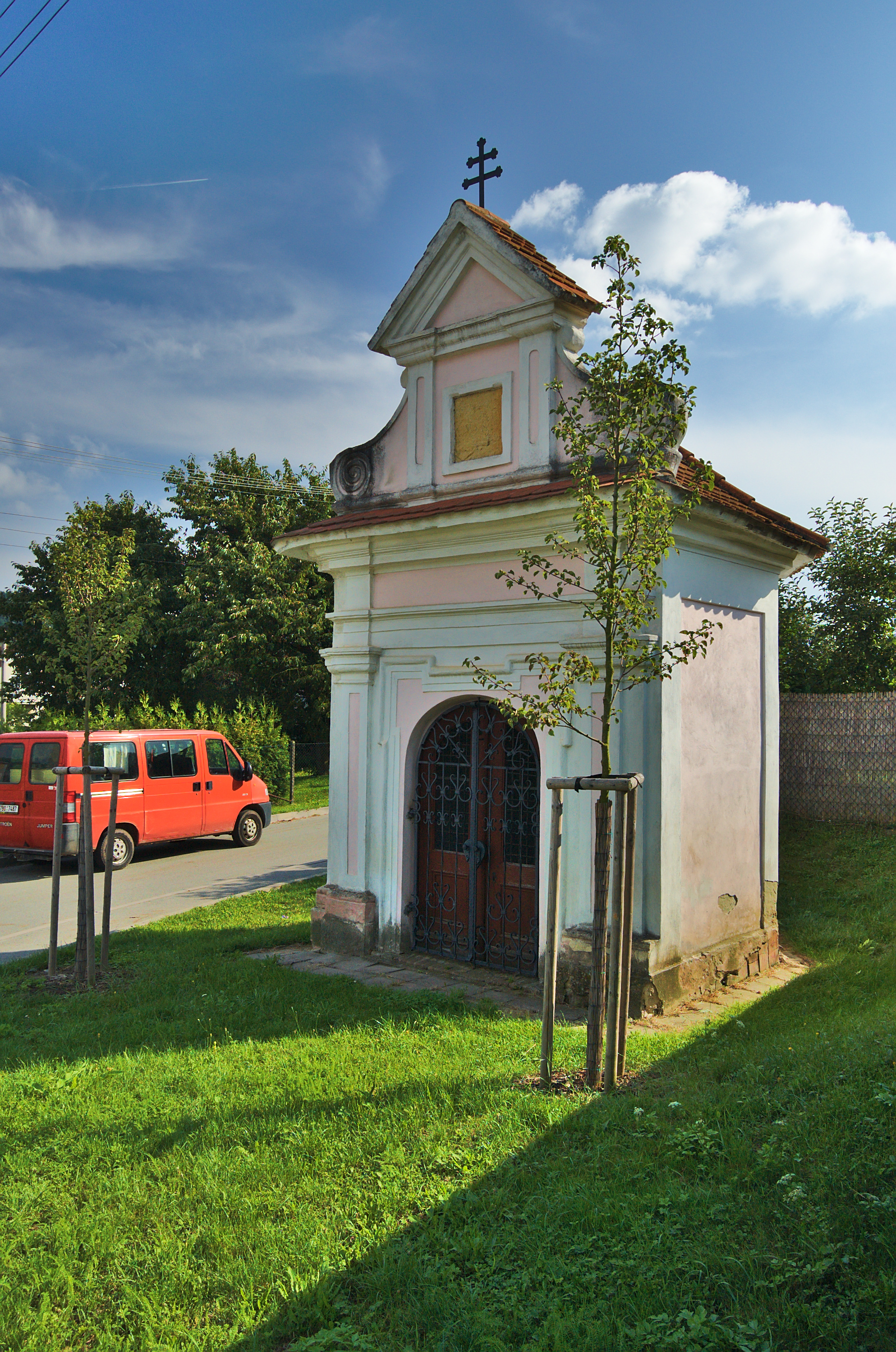
Kaple svatého Floriána
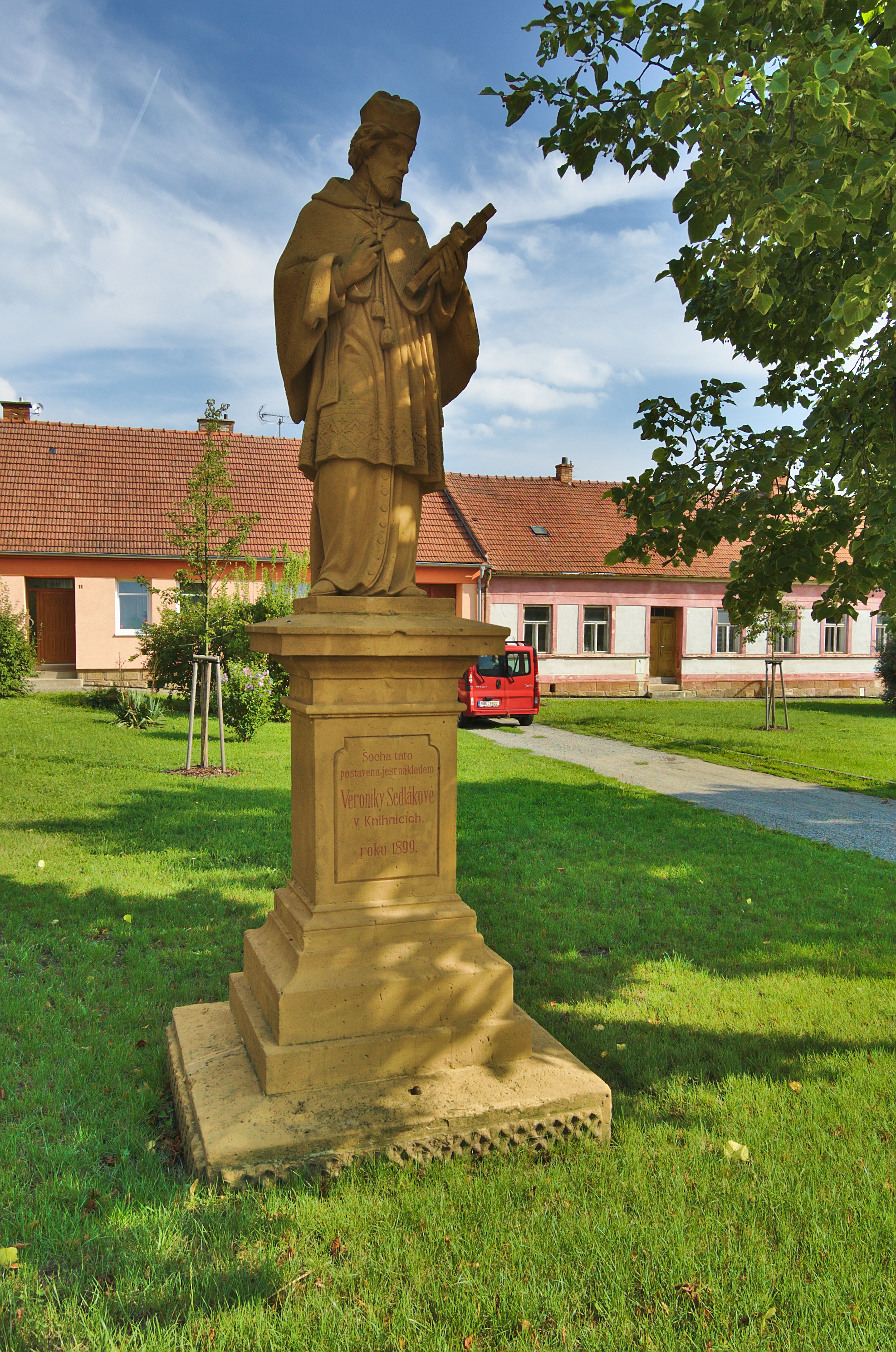
Socha na návsi
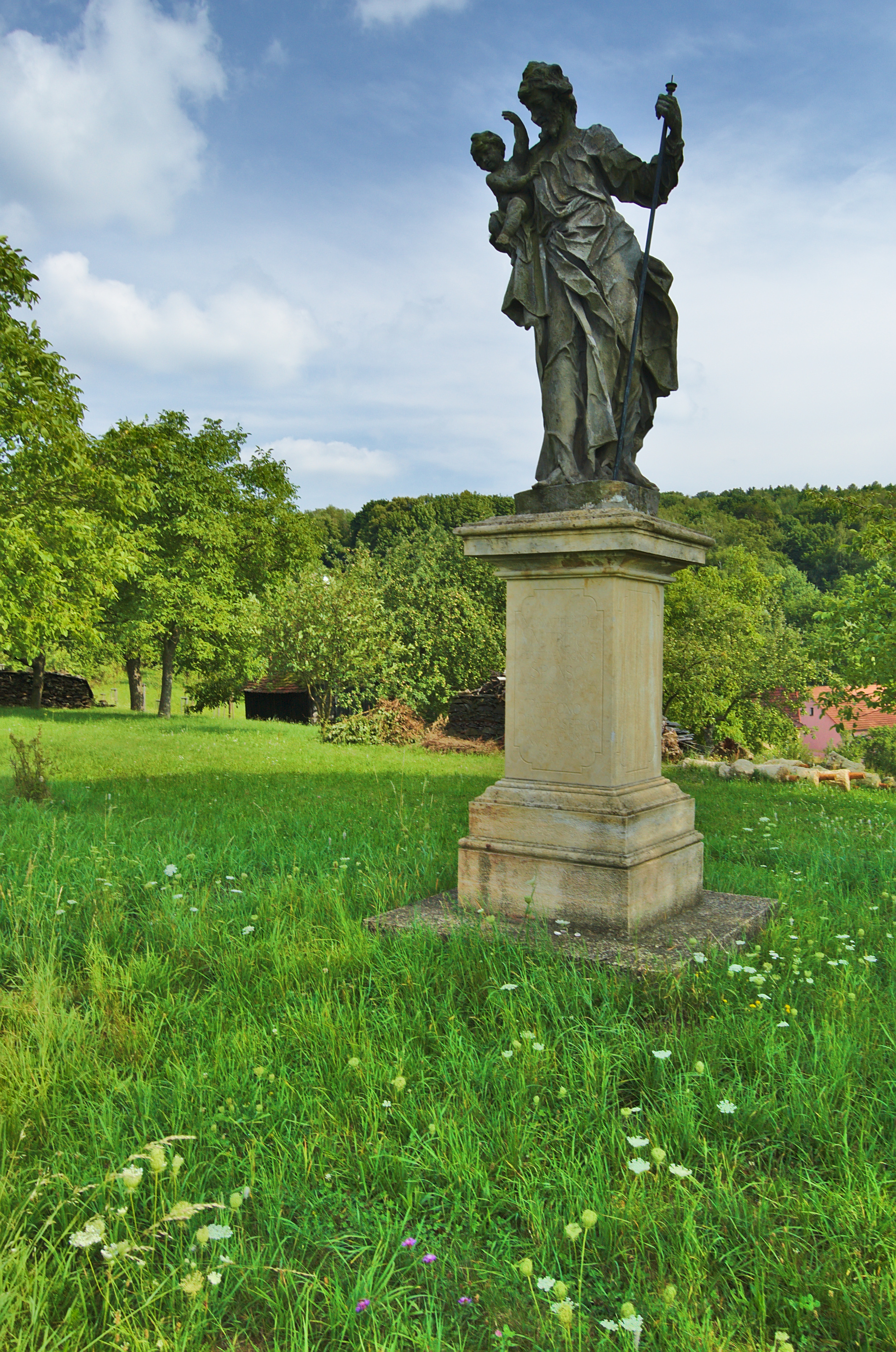
Socha svatého Josefa
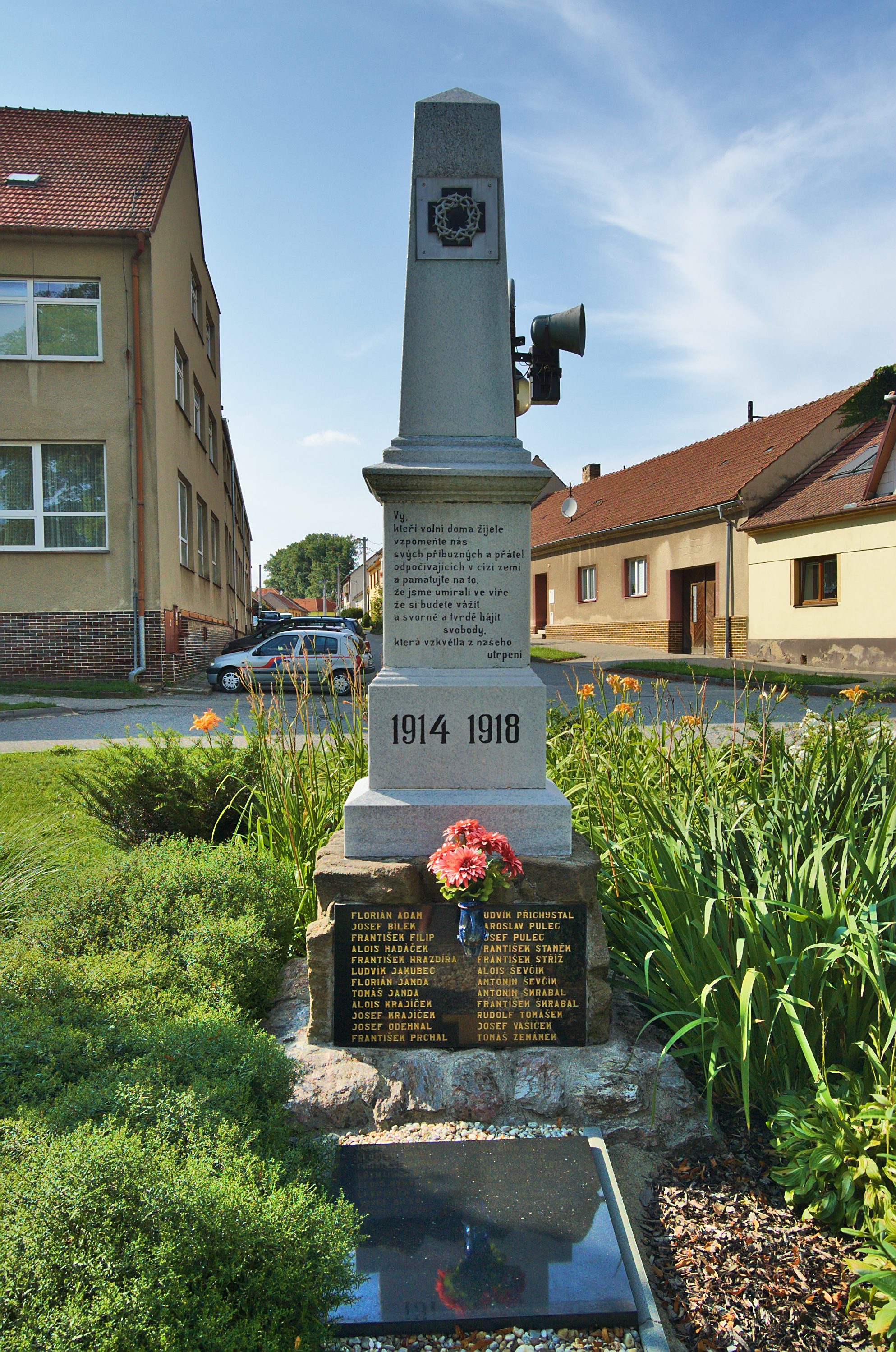
Památník obětem první světové války
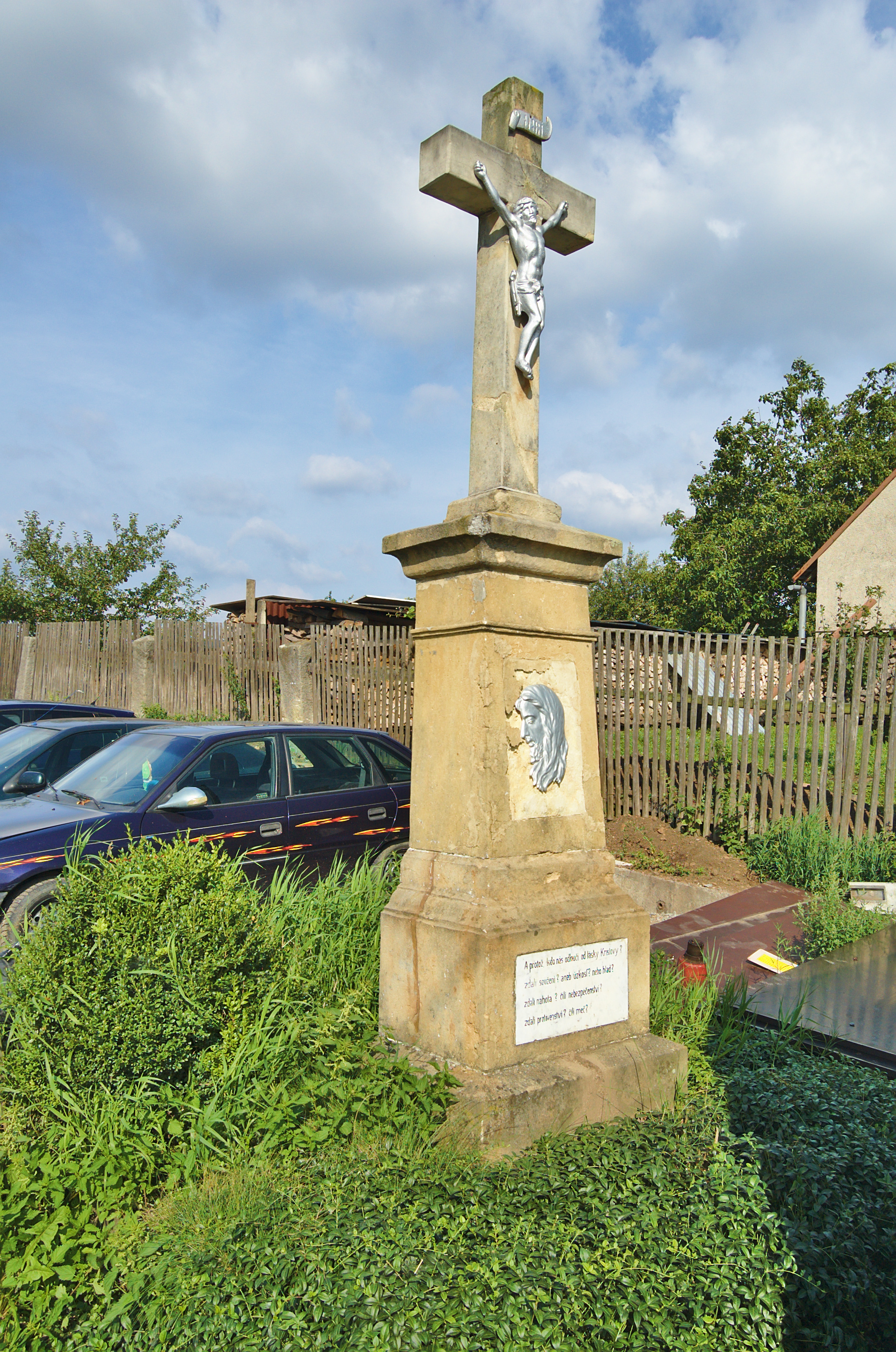
Kříž na konci obce u cesty na Pamětice
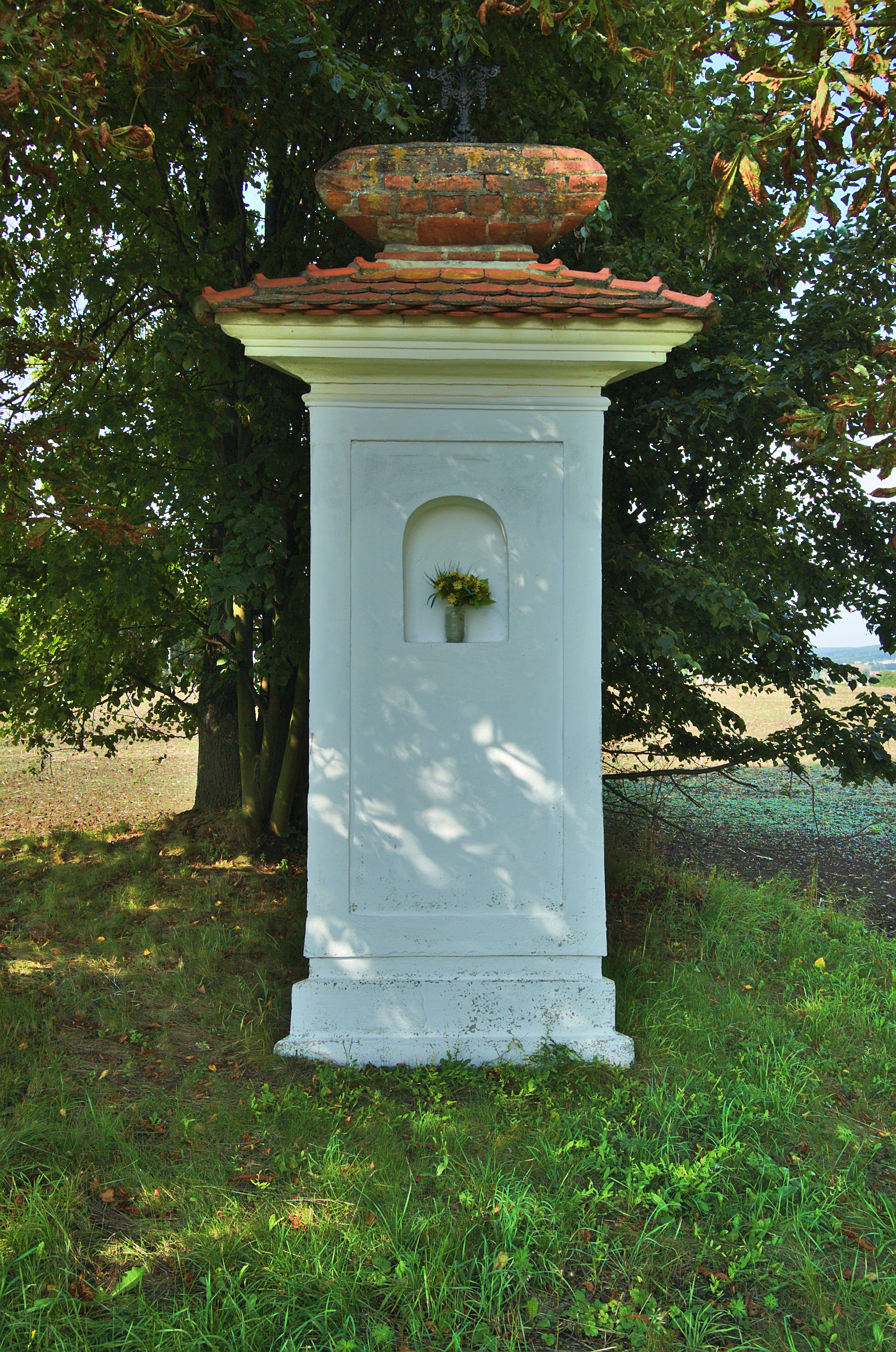
Boží muka u cesty k zemědělskému družstvu
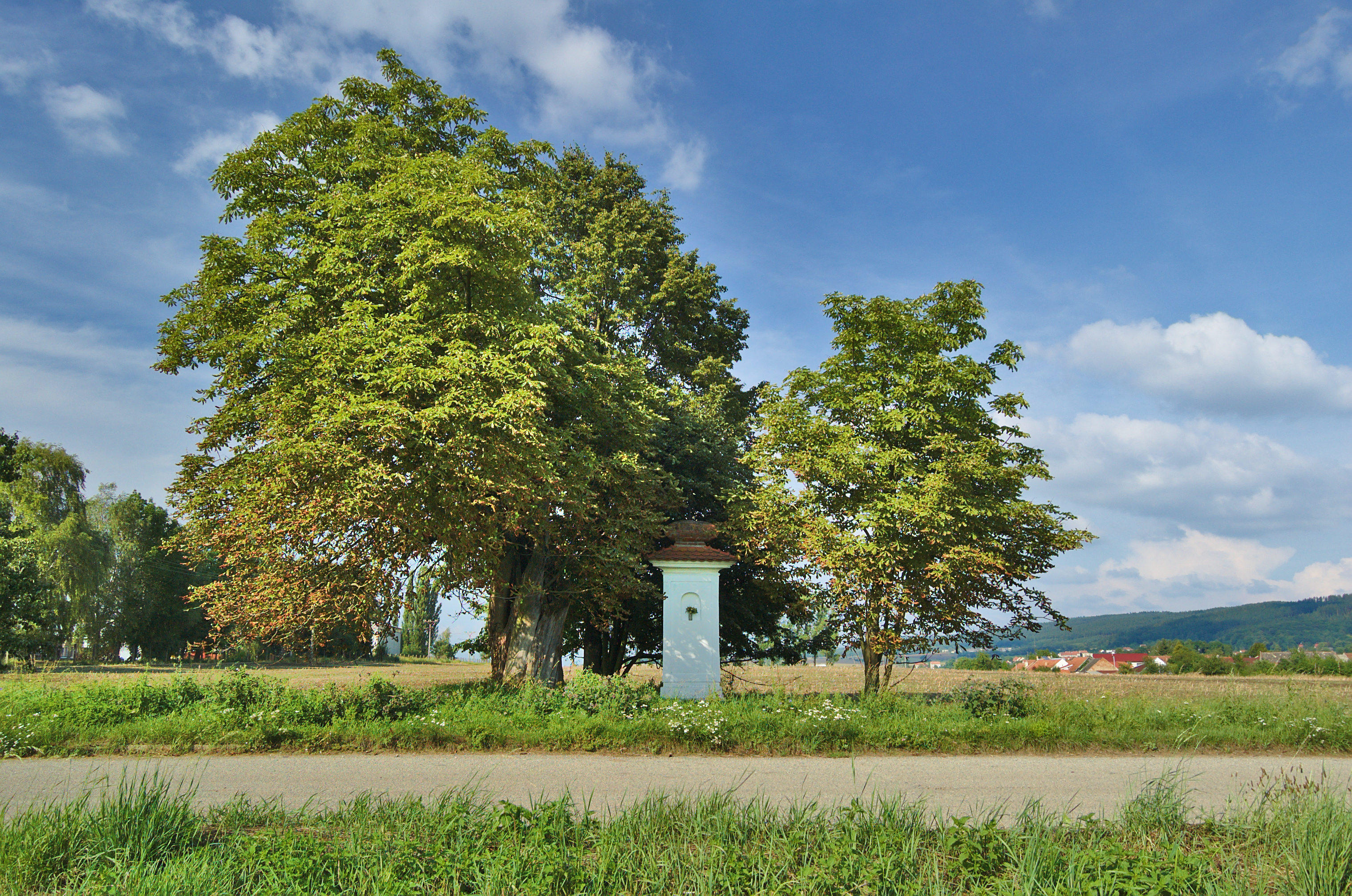
Boží muka u cesty k zemědělskému družstvu
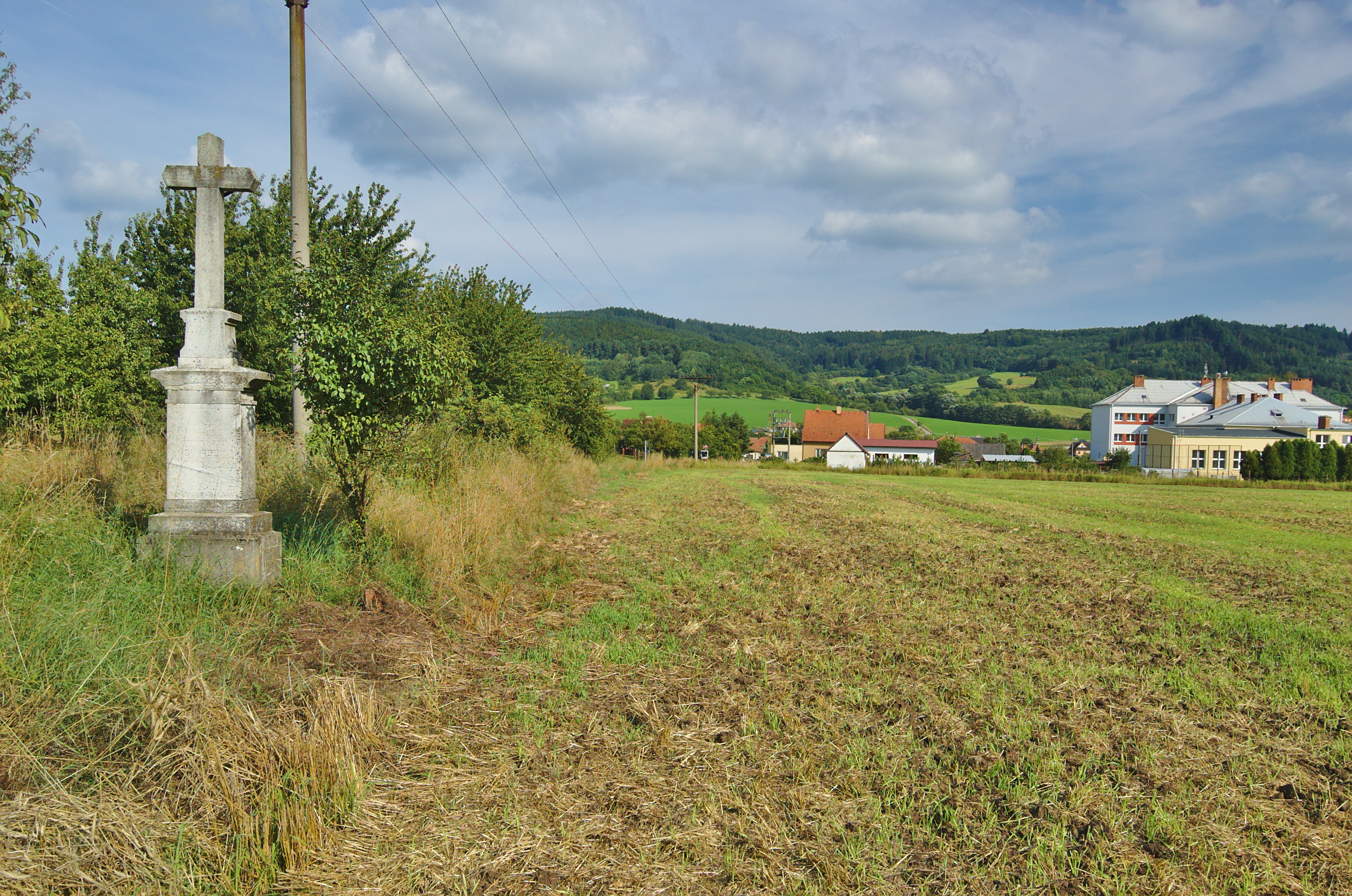
Kříž u cesty k zemědělskému družstvu
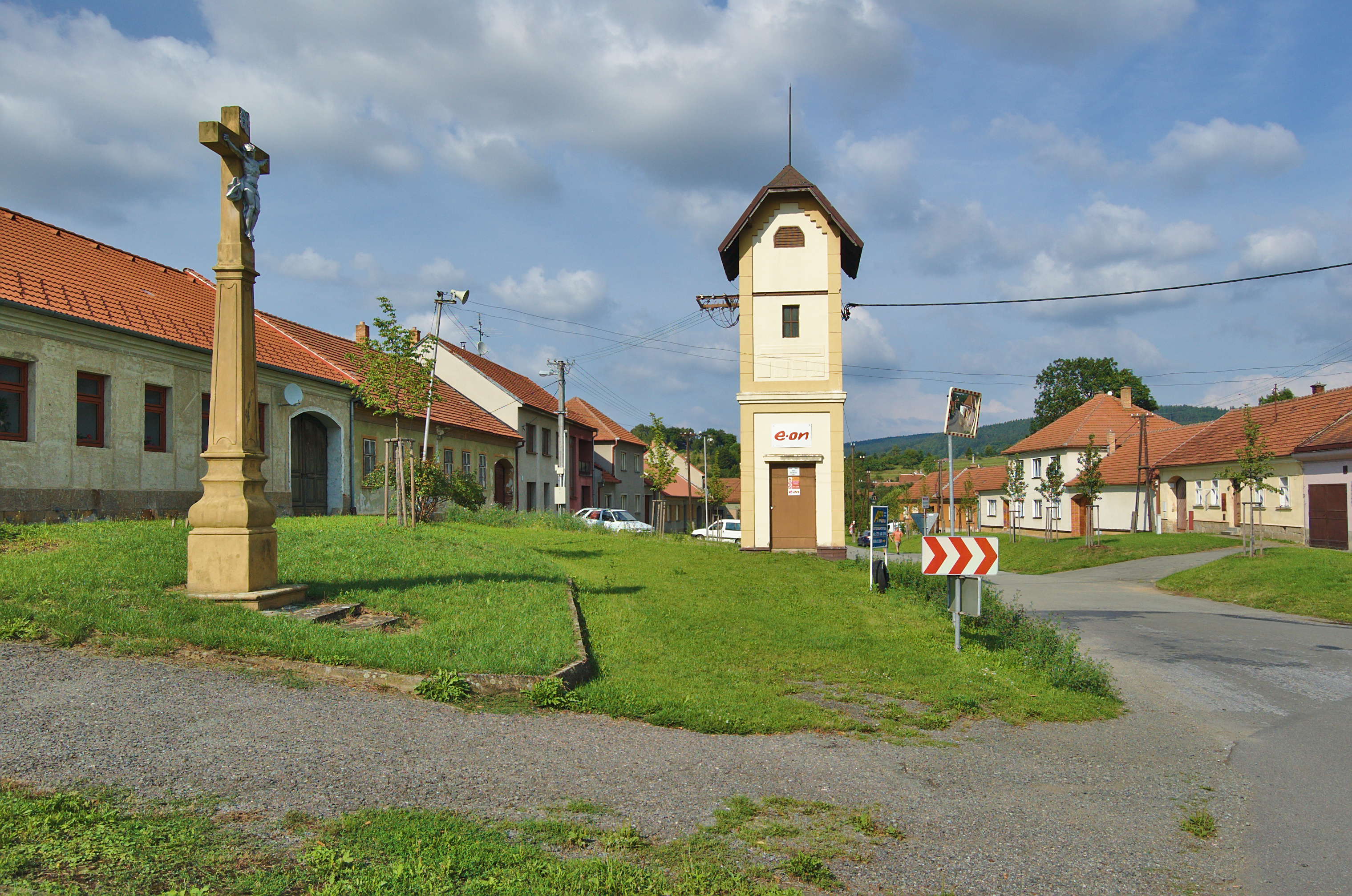
Kříž na návsi
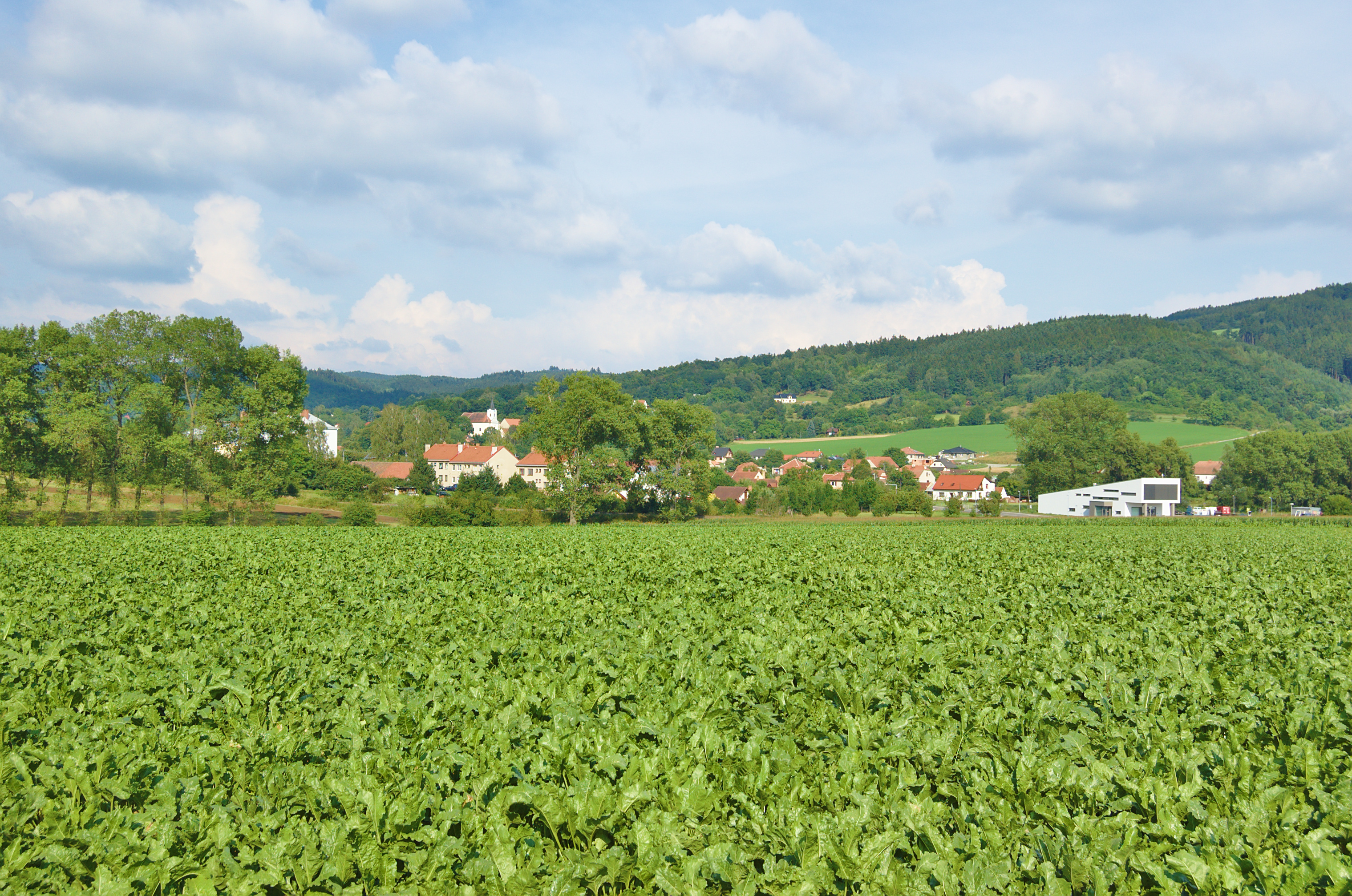
Pohled na obec od západu